# Lingxiao-pagode

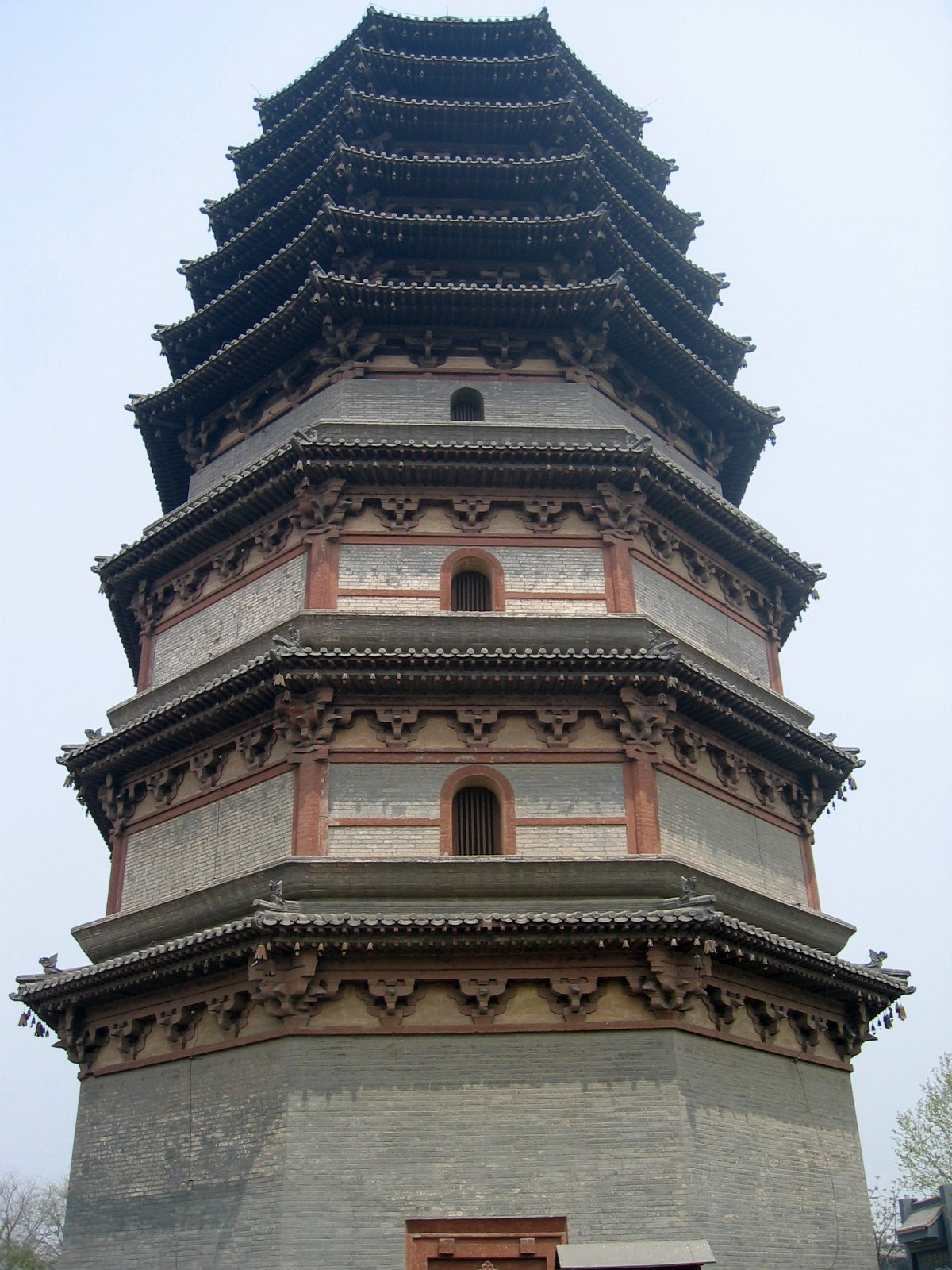
De Lingxiao-pagode

De Lingxiao-pagode is een Chinese pagode in Zhengding in de provincie Hebei. Hij is gebouwd tijdens de Song-dynastie.
Samen met de Liuhe-, Liaodi-, Pizhi-, Beisi- en de IJzeren pagode wordt de Lingxiao-pagode als een meesterwerk van de architectuur uit de Song-dynastie gezien.